# Maestro de las Once Mil Vírgenes

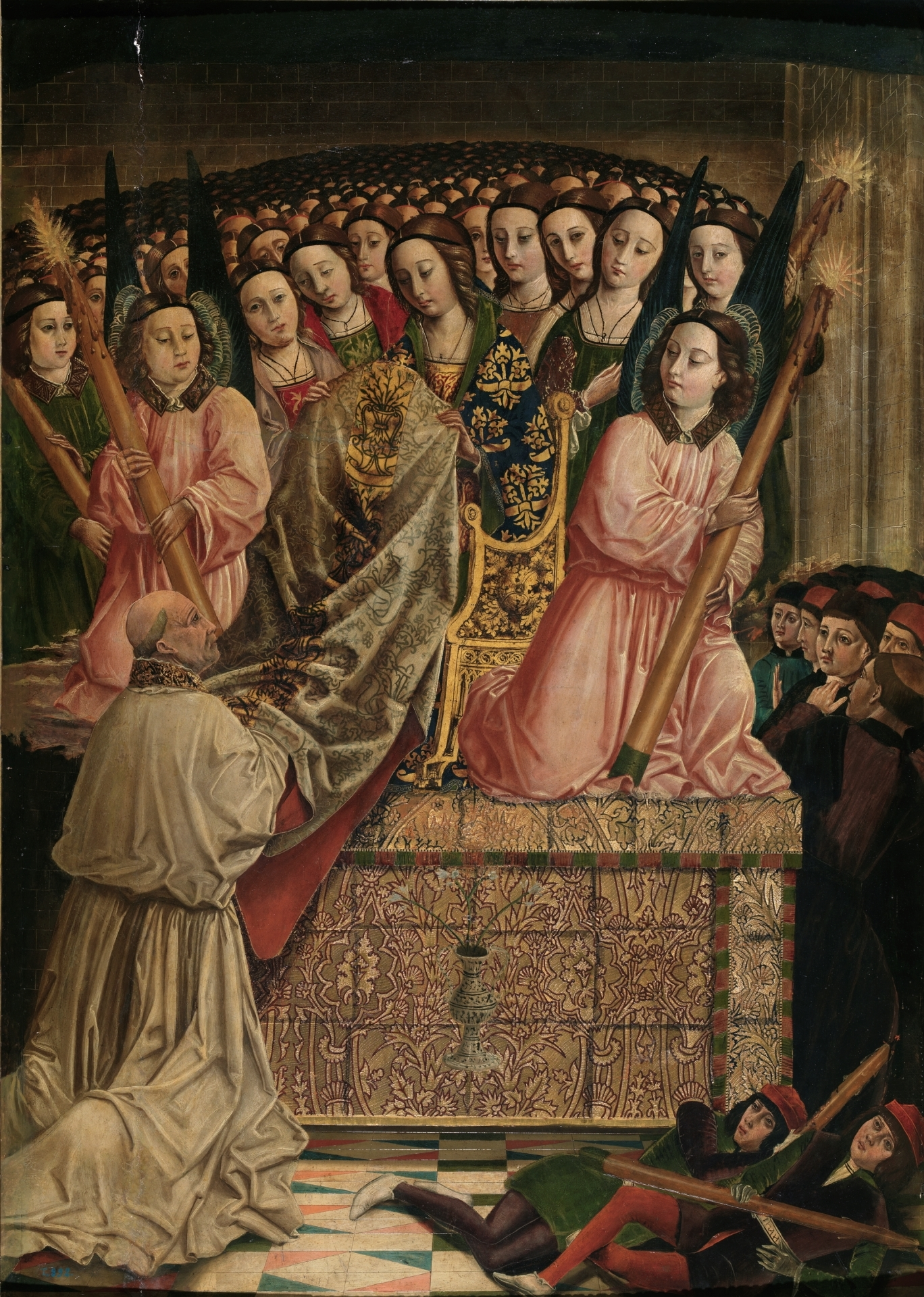
La imposición de la casulla a san Ildefonso, temple sobre tabla, 165 x 91 cm, Madrid, Museo del Prado.

Maestro de las Once Mil Vírgenes es como se conoce a un maestro anónimo de estilo hispanoflamenco activo en Segovia en las últimas décadas del siglo XV. Debe el nombre por el que es conocido a una tabla con Santa Úrsula y las once mil vírgenes conservada en el Museo del Prado en el que ingresó procedente del Museo de la Trinidad con otras dos tablas del mismo origen que representan la La imposición de la casulla a san Ildefonso y La coronación de la Virgen. 
A este conjunto se agregó más tarde una Asunción de la Virgen, cuya autoría ha sido cuestionada por María Purificación Ripio González, que se la atribuye a un Maestro de Piedrahíta, autor del Retablo de la Sagrada Parentela de la iglesia de Santa María la Mayor de Piedrahíta.
Con él o con su círculo, identificado por Post con el del llamado Maestro de Segovia o Maestro del Parral, autor del San Jerónimo en su scriptorium del Museo Lázaro Galdiano, se relaciona otra tabla con el mismo tema de la Imposición de la casulla a san Ildefonso conservada en la sacristía de la iglesia de San Martín de Segovia, donada en 1470 por Díaz Villarreal, y las puertas del retablo de la Pasión en la capilla de los Herrera de la misma iglesia de San Martín, con la Epifanía en alto y San Sebastián con un donante en una de las caras interiores y Santa Úrsula con las once mil vírgenes y San Juan Bautista con una donante en la restante. De dibujo incorrecto y colores estridentes, caracteriza su pintura cierta habilidad compositiva y la voluntad de crear un espacio perspectivo profundo por la multitud de cabezas perdiéndose en la lejanía.